# Комиссия Римской курии по религиозным отношениям с мусульманами
Комиссия Римской Курии по религиозным отношениям с мусульманами — комиссия в Римской Курии задача которой поддержание положительных богословских связей с мусульманами и исламом. Её нынешние руководители — вакансия, чьими предшественниками были кардиналы Жан-Луи Торан и Поль Пупар и архиепископы Майкла Фицджеральд и Пьер Луиджи Челата.

## Структура
Комиссия работает в составе Папского Совета по межрелигиозному диалогу. 11 марта 2006, папа римский Бенедикт XVI поместил Папский Совет по межрелигиозному диалогу под руководство председателя Папского Совета по Культуре — кардинала Поля Пупара. Однако, поскольку это было замечено как "понижение" межрелигиозных дел, папа римский Бенедикт XVI снова дал Совету своего собственного председателя в 2007.